# Международный аэропорт Сенай
Международный аэропорт Сенай (ИАТА: JHB, ИКАО: WMKJ) (малайск. Lapangan Terbang Antarabangsa Senai), ранее известный как Международный аэропорт имени Султана Исмаила — международный аэропорт, расположенный в городе Сенай, округ Кулай, Джохор, Малайзия, обслуживающий Джохор-Бару и самый южный регион полуостровной Малайзии. Аэропорт расположен примерно в 32 км к северо-западу от центра города.

## История

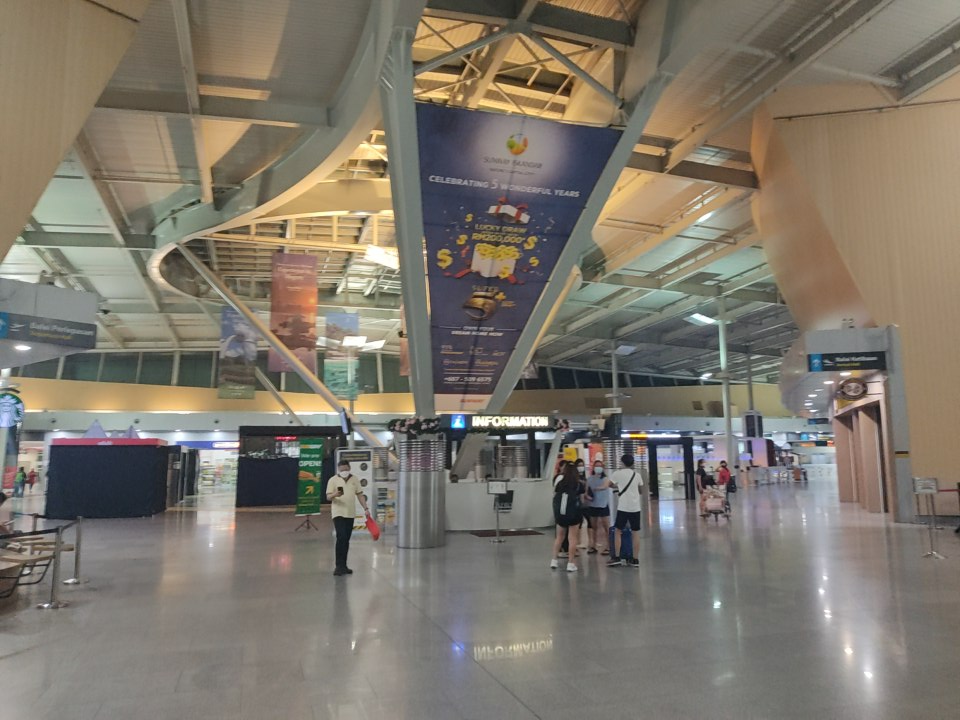
Интерьер аэропорта Сенай.

Открытый в 1974 году аэропорт управляется и управляется компанией Senai Airport Terminal Services Sdn Bhd (SATSSB), которая в 2003 году взяла на себя операции Malaysia Airports Holdings Berhad (MAHB) в рамках 50-летней концессии на развитие аэропорта. SATSSB в настоящее время полностью принадлежит MMC Corporation Berhad. Международный аэропорт Сенай в настоящее время является единственным частным аэропортом в Малайзии. SATSSB также управляет аэропортом Кертех для Petronas.
Аэропорт способен обслуживать до 4,5 миллионов пассажиров и 80 000 тонн грузов в год.
Международный аэропорт Сенай служит воздушными воротами для региона Искандар Малайзия и предназначен для предоставления маршрутов и услуг, необходимых для удовлетворения потребностей как туристов, так и деловых путешественников. Оборудованный взлетно-посадочной полосой категории 4E длиной 3800 метров, международный аэропорт Сенай может все самолеты вплоть до Airbus A350 XWB, Boeing 777 и даже грузового самолета Ан-124. В настоящее время в международном аэропорту Сенай работают четыре авиакомпании, обслуживающие 12 внутренних и 4 международных направления.
В 2019 году международный аэропорт Сенай обслужил в общей сложности 4 254 922 пассажира и 15 010 тонн грузов, совершив 52 030 регулярных и нерегулярных рейсов коммерческих самолетов. В настоящее время терминал расширяется, чтобы к 2023 году обслуживать 5 миллионов пассажиров.

## Статистика
Данные из запроса в Викиданные.
| Место | Пункт назначения     | Количество рейсов | Авиакомпании |
| ----- | -------------------- | ----------------- | ------------ |
| 1     | Куала-Лумпур         | 53                | AK, MH, OD   |
| 2     | Пинанг               | 49                | AK, FY       |
| 3     | Субанг, Селангор     | 42                | FY, OD       |
| 4     | Кучинг, Саравак      | 28                | AK           |
| 5     | Кота-Кинабалу, Сабах | 14                | AK           |
| 6     | Сибу, Саравак        | 7                 | AK           |
| 7     | Ипох, Перак          | 7                 | AK           |
| 8     | Лангкави, Кедах      | 4                 | AK           |
| 9     | Алор-Сетар, Кедах    | 4                 | AK           |
| 10    | Тавау, Сабах         | 4                 | AK           |
| 11    | Кота-Бару, Келантан  | 3                 | AK           |
| 12    | Мири, Саравак        | 2                 | AK           |

| Место | Пункт назначения                  | Количество рейсов | Авиакомпании |
| ----- | --------------------------------- | ----------------- | ------------ |
| 1     | Бангкок-Донмыанг, Таиланд         | 7                 | FD           |
| 2     | Хошимин, Вьетнам                  | 7                 | AK           |
| 3     | Гуанчжоу, Китай                   | 7                 | AK           |
| 4     | Джакарта-Сукарно Хатта, Индонезия | 7                 | QZ           |
| 5     | Сурабая, Индонезия                | 7                 | QZ           |

## Наземный транспорт
Аэропорт связан с шоссе North-South Expressway, Скоростной автомагистралью Сенай-Десару и скоростной автомагистралью E3. За пределами аэропорта доступны такси. Доступны автобусы до центра города с возможностью пересадки на маршруты в Сингапур.
Causeway Link обеспечивает пассажирам маршрут к JB Sentral.
| Номер. | Пункт назначения |
| ------ | ---------------- |
| AA1    | JB Sentral       |

## Бизнес-терминал
В аэропорту также находится авиационный терминал SBAT, расположенный рядом с главным зданием аэровокзала и использующий ту же инфраструктуру. В соответствии со своим названием, SBAT предлагает бизнес-услуги, включая конференц-залы, а также столовые и частные помещения для отдыха.

## Свободная индустриальная зона аэропорта
СИЗ расположена рядом с территорией международного аэропорта Сенай и действует как свободная индустриальная зона для нескольких иностранных заводов и логистических центров, включая Pokka, Celestica и BMW.